# Xerospermophilus spilosoma
Xerospermophilus spilosoma är en däggdjursart som beskrevs av Bennett 1833. Den ingår i släktet Spermophilus och familjen ekorrar. IUCN kategoriserar arten globalt som livskraftig.

## Taxonomi
Arten har tidigare förts till släktet sislar (Spermophilus), men efter DNA-studier som visat att arterna i detta släkte var parafyletiska med avseende på präriehundar, släktet Ammospermophilus och murmeldjur, har det delats upp i flera släkten, bland annat Xerospermophilus.
Catalogue of Life listar 13 underarter:
- Xerospermophilus spilosoma spilosoma (Bennett, 1833)
- Xerospermophilus spilosoma altiplanensis (Anderson, 1972)
- Xerospermophilus spilosoma ammophilus (Hoffmeister, 1959)
- Xerospermophilus spilosoma annectens (Merriam, 1893)
- Xerospermophilus spilosoma bavicorensis (Anderson, 1972)
- Xerospermophilus spilosoma cabrerai (Dalquest, 1951)
- Xerospermophilus spilosoma canescens (Merriam, 1890)
- Xerospermophilus spilosoma cryptospilotus (Merriam, 1890)
- Xerospermophilus spilosoma marginatus (V. Bailey, 1902)
- Xerospermophilus spilosoma obsoletus (Kennicott, 1863)
- Xerospermophilus spilosoma oricolus (Alvarez, 1962)
- Xerospermophilus spilosoma pallescens (A. H. Howell, 1928)
- Xerospermophilus spilosoma pratensis (Merriam, 1890)

## Beskrivning
Övre delen av kroppen är gråaktig till brunaktig med fyrkantiga, vita fläckar. Undersidan är vit. Svansens ovansida är likadant färgad som ryggen, och undersidan är kanelfärgad; svansspetsen är emellertid svart. Arten är tämligen liten: Längden varierar från 18,5 till drygt 23 cm, inklusive den 5,5 till 9 cm långa svansen.

## Ekologi
Xerospermophilus spilosoma förekommer i torra habitat med djupa sandjordslager och sparsamt med vegetation som exempelvis öknar, dynområden, savanner och hårt betade gräsmarker. Den kan också påträffas i markstörda biotoper som sand- och grussidorna på motorvägar. Områden helt utan vegetation undviker den emellertid. Arten bygger underjordiska bon med ingångarna förlagda i buskar.
Arten sover vintersömn: De första att dra sig under jord för vintersömnen är hanarna, som börjar sömnen mellan sent i juli till mitten av augusti. Sist är ungarna, som inte börjar sin vintersömn förrän sent i september. I början av april brukar individerna komma fram igen. Även under heta, soliga dagar drar arten sig tillbaka till bona tills temperaturen fallit under 33 ºC. Den håller sig också under jord under regnväder eller mycket blåsiga dagar.

### Föda och predation
Födan utgörs främst av frön och gröna växtdelar. Den kan även ta animalisk föda, som gräshoppor och insektslarver, och har iakttagits äta av ödlor och känguruspringmöss.
Själv utgör arten föda för framför allt tjursnok (Pituophis catenifer), men även för tjursnokens nära släkting Pituophis melanoleucus samt rödstjärtad vråk.

### Fortplantning
Parningstiden börjar i mitten av april, strax efter det arten kommit upp från vintersömnen, och varar till mitten av juli. Efter omkring 24 dagars dräktighet föder honan mellan 4 och 12 ungar.

## Utbredning
Utbredningsområdet omfattar sydvästra USA (från sydvästra Wyoming och södra South Dakota till västra Arizona, New Mexico och Texas) samt norra och centrala Mexiko (från norra Sonora, Chihuahua och Coahuila söderut till norra Jalisco och norra Guanajuato, samt Tamaulipas i nordöst).